# Дзуккотто

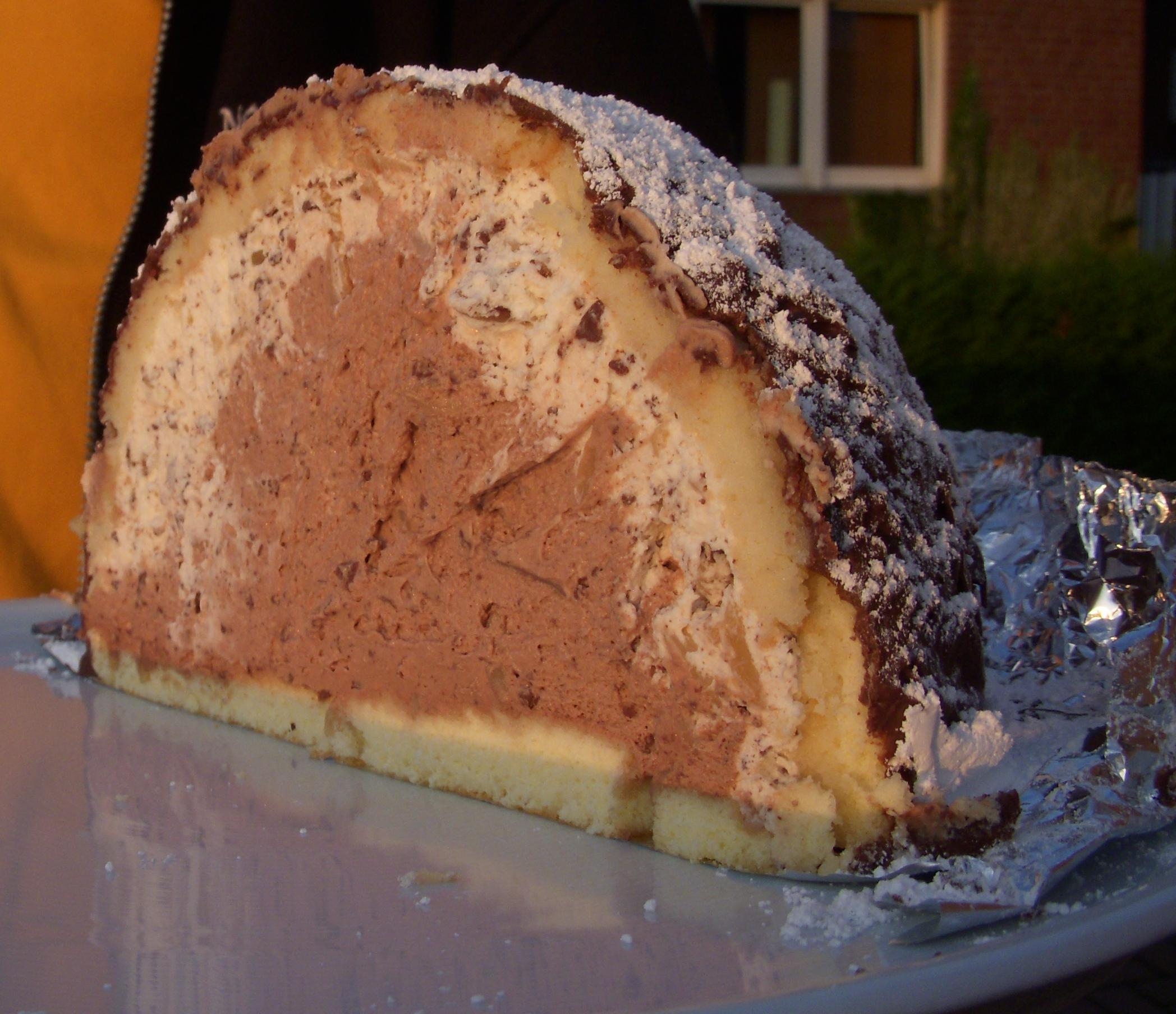
Дзуккотто в розрізі

Дзуккотто (італ. Zuccotto) — італійський напівзаморожений десерт, класифікується ще як підвид Семіфреддо. Цей десерт має вигляд великого торта і «родом» з Флоренції, Тоскани, найчастіше, подається замороженим або ж з наповнювачем у вигляді морозива — тому категоризують його, як ще один вид морозива.
За основу оболонки торта-морозива беруть бісквітне тісто (або ж «дамські пальчики» — бісквітне савойське печиво мініатюрної форми). На основу, завдяки певної форми, викладають великий пласт морозива, або вершків (великої жирності) з численними наповнювачами: горіхами, фруктами, ягодами, шоколадом. Головною особливістю цього десерту є його бісквітна оболонка, яку суттєво просочують наскрізь ромом чи іншими лікерами, а після відповідної витримки-охолодження уже всього десерту — він набуває притаманних йому смакових якостей.
Цей десерт має, окрім традиційної рецептури (мало видозміненої), ще й свою усталену форму — куполоподібну, яка нагадує куполи Флорентійської катедральної площі. Водночас, достеменний переклад італійського слова «Zuccotto» передається як маленький гарбуз — саме така назва й закріпилася за цим десертом італійської кухні.